# 呉龍雲
呉 龍雲（オ・ヨンウン、朝鮮語: 오용운/吳龍雲、1926年12月14日 - 2005年12月18日）は、大韓民国の政治家。第7代鉄道庁長。第17代忠清北道知事。第10・13・15代大韓民国国会議員。

## 経歴
忠清北道鎮川郡出身。国民大学校を卒業後、陸軍士官学校7期、陸軍大学校、国防大学院を卒業した。卒業後は国防大学院教授、韓国軍輸送司令官、港湾司令官、陸軍本部輸送監などを務め、陸軍少将として予備役に編入した。
軍から引退後、1971年6月12日から1973年8月16日まで鉄道庁長を務め、1973年9月26日から1976年10月11日まで第17代忠清北道知事を務めた。1977年10月31日ごろに韓国馬事会会長に任命された。
1978年12月12日に実施された第10代総選挙に民主共和党の公認で立候補して当選し、国会議員となった。その後も2度議員の職を務めた。2005年12月18日、老衰により79歳で死去した。